# Temporada 1995-96 de Los Angeles Lakers
La temporada 1995-96 fue la cuadragésimo octava de los Lakers en la NBA, y la trigésimo sexta en su ubicación en Los Ángeles, California. La temporada regular acabaron con 53 victorias y 29 derrotas, ocupando el cuarto puesto de la Conferencia Oeste, clasificándose para los playoffs, en los que cayeron en primera ronda ante Houston Rockets.
Esa temporada supuso el regreso de Magic Johnson a las canchas, tras cuatro años alejado de las mismas tras su diagnóstico de SIDA. Disputó 32 partidos, antes de retirarse definitivamente.

## Elecciones en elDraft
| Ronda | Puesto | Jugador      | Posición | Nacionalidad   | Universidad/Club |
| ----- | ------ | ------------ | -------- | -------------- | ---------------- |
| 2     | 37     | Frankie King | Base     | Estados Unidos | Western Carolina |

## Temporada regular
| División Pacífico        | División Pacífico | División Pacífico | División Pacífico | División Pacífico | División Pacífico | División Pacífico | División Pacífico | División Pacífico |
| Equipo                   | G                 | P                 | %                 | PD                | Casa              | Fuera             | Div               |                   |
| ------------------------ | ----------------- | ----------------- | ----------------- | ----------------- | ----------------- | ----------------- | ----------------- | ----------------- |
| y-Seattle SuperSonics    | 64                | 18                | .780              | –                 | 38–3              | 26–15             | 21–3              |                   |
| x-Los Angeles Lakers     | 53                | 29                | .646              | 11                | 30–11             | 23–18             | 17–7              |                   |
| x-Portland Trail Blazers | 44                | 38                | .537              | 20                | 26–15             | 18–23             | 11–13             |                   |
| x-Phoenix Suns           | 41                | 41                | .500              | 23                | 25–16             | 16–25             | 9–15              |                   |
| x-Sacramento Kings       | 39                | 43                | .476              | 25                | 26–15             | 13–28             | 11–13             |                   |
| Golden State Warriors    | 36                | 46                | .439              | 28                | 23–18             | 13–28             | 7–17              |                   |
| Los Angeles Clippers     | 29                | 53                | .354              | 35                | 19–22             | 10–31             | 7–17              |                   |

## Playoffs

### Primera ronda
Los Angeles Lakers  vs. Houston Rockets
| Fecha       | Partido                                    | Ciudad      |
| ----------- | ------------------------------------------ | ----------- |
| 25 de abril | Los Angeles Lakers 83, Houston Rockets 87  | Los Ángeles |
| 27 de abril | Los Angeles Lakers 104, Houston Rockets 94 | Los Ángeles |
| 30 de abril | Houston Rockets 104, Los Angeles Lakers 98 | Houston     |
| 5 de mayo   | Houston Rockets 102, Los Angeles Lakers 94 | Houston     |
|             | Houston Rockets gana las series 3-1        |             |

## Estadísticas

### Temporada regular
| Rk | Jugador         | Edad | P  | PT | MP   | TC  | TCI  | %TC  | T3  | T3I | %T3  | TL  | TLI | %TL  | RO  | RD  | RT  | AS  | RB  | TAP | BP  | FP  | PTS  |
| -- | --------------- | ---- | -- | -- | ---- | --- | ---- | ---- | --- | --- | ---- | --- | --- | ---- | --- | --- | --- | --- | --- | --- | --- | --- | ---- |
| 1  | Nick Van Exel   | 24   | 74 | 74 | 34.0 | 5.4 | 12.8 | .417 | 1.9 | 5.4 | .357 | 2.2 | 2.8 | .799 | 0.4 | 2.1 | 2.4 | 6.9 | 0.9 | 0.1 | 2.1 | 1.6 | 14.9 |
| 2  | Cedric Ceballos | 26   | 78 | 71 | 33.7 | 8.2 | 15.4 | .530 | 0.7 | 2.4 | .277 | 4.2 | 5.2 | .804 | 2.8 | 4.1 | 6.9 | 1.5 | 1.2 | 0.3 | 2.1 | 1.8 | 21.2 |
| 3  | Elden Campbell  | 27   | 82 | 82 | 32.9 | 5.5 | 10.8 | .503 | 0.0 | 0.1 | .000 | 3.0 | 4.3 | .713 | 2.0 | 5.6 | 7.6 | 2.2 | 1.1 | 2.6 | 1.7 | 3.7 | 13.9 |
| 4  | Vlade Divac     | 27   | 79 | 79 | 31.3 | 5.2 | 10.2 | .513 | 0.0 | 0.2 | .167 | 2.4 | 3.7 | .641 | 2.5 | 6.1 | 8.6 | 3.3 | 1.0 | 1.7 | 2.5 | 3.5 | 12.9 |
| 5  | Eddie Jones     | 24   | 70 | 66 | 31.2 | 4.8 | 9.8  | .492 | 1.2 | 3.2 | .366 | 1.9 | 2.6 | .739 | 0.6 | 2.7 | 3.3 | 3.5 | 1.8 | 0.6 | 1.4 | 2.3 | 12.8 |
| 6  | Magic Johnson   | 36   | 32 | 9  | 29.9 | 4.3 | 9.2  | .466 | 0.7 | 1.8 | .379 | 5.4 | 6.3 | .856 | 1.3 | 4.5 | 5.7 | 6.9 | 0.8 | 0.4 | 3.2 | 1.5 | 14.6 |
| 7  | Anthony Peeler  | 26   | 73 | 12 | 22.0 | 3.7 | 8.2  | .452 | 1.4 | 3.5 | .413 | 0.8 | 1.2 | .709 | 0.6 | 1.3 | 1.9 | 1.6 | 0.8 | 0.1 | 0.8 | 1.9 | 9.7  |
| 8  | Sedale Threatt  | 34   | 82 | 8  | 20.6 | 2.9 | 6.4  | .458 | 0.7 | 2.1 | .355 | 0.7 | 0.9 | .761 | 0.2 | 0.9 | 1.2 | 3.3 | 0.8 | 0.1 | 0.9 | 2.2 | 7.3  |
| 9  | George Lynch    | 25   | 76 | 6  | 13.3 | 1.5 | 3.6  | .430 | 0.1 | 0.2 | .308 | 0.7 | 1.1 | .663 | 1.1 | 1.7 | 2.8 | 0.7 | 0.6 | 0.1 | 0.5 | 1.4 | 3.8  |
| 10 | Corie Blount    | 27   | 57 | 2  | 12.5 | 1.4 | 2.9  | .473 | 0.0 | 0.0 | .000 | 0.4 | 0.8 | .568 | 1.2 | 1.8 | 3.0 | 0.7 | 0.4 | 0.6 | 0.8 | 1.9 | 3.2  |
| 11 | Derek Strong    | 27   | 63 | 0  | 11.8 | 1.1 | 2.7  | .426 | 0.0 | 0.1 | .111 | 1.1 | 1.3 | .812 | 1.0 | 1.9 | 2.8 | 0.5 | 0.3 | 0.2 | 0.3 | 1.3 | 3.4  |
| 12 | Fred Roberts    | 35   | 33 | 1  | 9.6  | 1.5 | 2.9  | .495 | 0.1 | 0.4 | .286 | 0.7 | 0.8 | .786 | 0.5 | 0.9 | 1.4 | 0.8 | 0.5 | 0.1 | 0.7 | 0.7 | 3.7  |
| 13 | Anthony Miller  | 24   | 27 | 0  | 4.6  | 0.6 | 1.3  | .429 | 0.0 | 0.1 | .000 | 0.2 | 0.4 | .600 | 0.4 | 0.5 | 0.9 | 0.1 | 0.1 | 0.0 | 0.3 | 0.7 | 1.3  |
| 14 | Frankie King    | 23   | 6  | 0  | 3.3  | 0.5 | 1.8  | .273 | 0.0 | 0.2 | .000 | 0.2 | 0.5 | .333 | 0.2 | 0.2 | 0.3 | 0.3 | 0.3 | 0.0 | 0.3 | 0.7 | 1.2  |

### Playoffs
| Rk | Jugador         | Edad | P | PT | MP   | TC  | TCI  | %TC  | T3  | T3I | %T3  | TL  | TLI | %TL   | RO  | RD  | RT  | AS  | RB  | TAP | BP  | FP  | PTS  |
| -- | --------------- | ---- | - | -- | ---- | --- | ---- | ---- | --- | --- | ---- | --- | --- | ----- | --- | --- | --- | --- | --- | --- | --- | --- | ---- |
| 1  | Eddie Jones     | 24   | 4 | 4  | 38.8 | 6.8 | 12.3 | .551 | 2.5 | 4.8 | .526 | 1.3 | 2.0 | .625  | 1.8 | 3.5 | 5.3 | 1.5 | 2.0 | 0.3 | 1.0 | 4.0 | 17.3 |
| 2  | Cedric Ceballos | 26   | 4 | 4  | 35.5 | 7.5 | 15.5 | .484 | 1.3 | 4.0 | .313 | 2.8 | 3.0 | .917  | 2.8 | 5.5 | 8.3 | 1.3 | 1.0 | 0.3 | 2.0 | 2.3 | 19.0 |
| 3  | Nick Van Exel   | 24   | 4 | 4  | 34.3 | 4.0 | 13.5 | .296 | 1.3 | 4.0 | .313 | 2.5 | 3.3 | .769  | 1.0 | 3.0 | 4.0 | 6.8 | 0.5 | 0.0 | 2.8 | 2.5 | 11.8 |
| 4  | Magic Johnson   | 36   | 4 | 0  | 33.8 | 3.8 | 9.8  | .385 | 0.8 | 2.3 | .333 | 7.0 | 8.3 | .848  | 2.0 | 6.5 | 8.5 | 6.5 | 0.0 | 0.0 | 3.0 | 0.8 | 15.3 |
| 5  | Elden Campbell  | 27   | 4 | 4  | 32.3 | 5.0 | 9.8  | .513 | 0.0 | 0.3 | .000 | 2.0 | 4.0 | .500  | 0.8 | 7.3 | 8.0 | 2.0 | 0.3 | 2.3 | 2.5 | 4.3 | 12.0 |
| 6  | Vlade Divac     | 27   | 4 | 4  | 28.8 | 3.8 | 8.8  | .429 | 0.3 | 1.3 | .200 | 1.3 | 2.0 | .625  | 2.8 | 4.8 | 7.5 | 2.0 | 0.0 | 1.3 | 2.0 | 2.5 | 9.0  |
| 7  | Anthony Peeler  | 26   | 3 | 0  | 24.0 | 3.0 | 9.0  | .333 | 2.0 | 4.7 | .429 | 1.3 | 1.3 | 1.000 | 0.7 | 2.0 | 2.7 | 1.0 | 2.0 | 0.0 | 1.0 | 2.0 | 9.3  |
| 8  | Sedale Threatt  | 34   | 4 | 0  | 14.3 | 1.0 | 4.5  | .222 | 0.5 | 2.8 | .182 | 0.0 | 0.0 |       | 0.3 | 0.5 | 0.8 | 1.0 | 0.5 | 0.0 | 0.8 | 1.0 | 2.5  |
| 9  | George Lynch    | 25   | 2 | 0  | 7.5  | 1.0 | 2.0  | .500 | 0.0 | 0.5 | .000 | 0.0 | 0.0 |       | 0.0 | 1.5 | 1.5 | 0.5 | 0.0 | 0.0 | 1.0 | 2.0 | 2.0  |
| 10 | Fred Roberts    | 35   | 1 | 0  | 3.0  | 0.0 | 2.0  | .000 | 0.0 | 0.0 |      | 0.0 | 0.0 |       | 2.0 | 1.0 | 3.0 | 0.0 | 0.0 | 0.0 | 1.0 | 0.0 | 0.0  |